# Río Elba
El Elba (en alemán: Elbe, pronunciación en alemán: /ˈɛlbə/ (escucharⓘ); en checo: Labe; en bajo alemán Elv; en latín: Albis) es uno de los principales ríos de la Europa central, el segundo más largo de los que desembocan en el mar del Norte, tras el Rin. Se encuentra íntegramente en el territorio de la Unión Europea. Tiene una longitud de 1165 km (15.º más largo de Europa) y drena una gran cuenca de 144 060 km² (12.ª cuenca europea y 2.ª del mar del Norte) que corresponde a Alemania (65,5%), República Checa (33,7%), Austria (0,6%) y Polonia (0,2%). El sistema fluvial más largo de la cuenca corresponde al Elba–Moldava, con 1231 km.
El Elba nace en el norte de la República Checa, a 1386 m de altitud, en la vertiente meridional de las montañas de los Gigantes, y tras discurrir primero en dirección sureste y virar al noroeste, desemboca no lejos de Hamburgo en el mar del Norte. El Elba discurre por cuatro de las trece regiones de la República Checa —Hradec Králové, Bohemia Central, Pardubice y Ústí nad Labem— y cinco de los 16 estados federados de Alemania —Sajonia, Sajonia-Anhalt, Baja Sajonia y Schleswig Holstein, así como la ciudad-estado de Hamburgo—. En ambos países, el Elba es la segunda vía fluvial navegable —después del Moldava y del Rin— y está en el centro de un conjunto de canales que forman una red de comunicaciones entre el Rin y el mar Báltico. Su caudal aumenta desde los 324 m³/s en Dresde hasta los 711 m³/s en Neu-Darchau (Baja Sajonia).
A efectos hidrográficos, y de acuerdo con criterios geológicos y geomorfológicos, el curso del río se divide en las siguientes secciones: 
- el curso superior, que se extiende desde la fuente del río en Chequia hasta el punto donde el río pierde su carácter de montaña después de haber completado el cruce del macizo de Bohemia, ya en Alemania. La Comisión Internacional de Protección del Elba, que dividió el curso del río en 1992, estima que el curso superior termina en el castillo de Hirschstein, entre Meissen y Riesa, a unos 96 km después del cruce de la frontera germano-checa.
- el curso medio, que comienza en Riesa.
- el curso inferior, la parte bajo la influencia de las mareas, que comienza desde la retención de Geesthacht.

Las ciudades más importantes en su curso son las checas Hradec Králové (93 035 hab. en 2017), Pardubice (89 467 hab.), Ústí nad Labem (93 747 hab.) y Děčín (50 289 hab.) y las alemanas Dresde (525 105 hab. en 2016), Dessau (85 488 hab.), Magdeburgo (229 924 hab.), Hamburgo (1 734 272 hab.) y Cuxhaven (50 846 hab.). 
Sus principales afluentes son los ríos Moldava (434 km), Saale (413 km), Havel (413 km), Ohře (316 km), Elster Negro (181 km) y Mulda (147 km).
La cuenca del Elba está habitada por 24,5 millones de personas.

## Etimología
El primer nombre atestiguado del Elba es en latín, Albis, que significa 'río' o 'lecho de río' y no es más que la versión en alto alemán de una palabra (albiz) encontrada en otros lugares en germánico; cf. Elfr, nombre para 'río' en nórdico antiguo; älv, 'río' en sueco; elv, 'río' en noruego; elf, 'río' en inglés antiguo, y elve, 'lecho del río', en bajo alemán medio.

## Historia

### Edades Antigua y Media
En la Edad Antigua, el historiador y geógrafo griego Estrabón mencionó el Elba y ubicó su fuente en los tramos superiores del río Saale. El río fue registrado por Claudio Ptolomeo como Albis ('río', en germánico) en Germania Magna con su fuente en las montañas de Asciburgis (Krkonoše, Riesengebirge o montañas de los Gigantes), donde vivían los Vandalii germánicos.
Su vasta cuenca fue en un principio una importante ruta de comunicación entre el norte y el sur de Europa. Durante mucho tiempo ha sido un importante delineador de la geografía europea. Los pueblos protohistóricos, germanos y luego eslavos, lo recorrieron durante el período de las grandes migraciones. Los romanos lo conocían como el Albis; y más de una vez intentaron convertirlo en su frontera, cosa que conseguiría el Imperio carolingio después de aplastar sajones. Desde principios del siglo VI, las áreas al este de los ríos Elba y Saale fueron pobladas por tribus eslavas llamadas los eslavos polabios, a los que Carlomagno concedió la soberanía en 804.
Después de la muerte de Carlomagno en 814 los sajones volvieron a sus ancestrales territorios, ahora eslavos, exterminando a los eslavos y destruyendo sucesivamente sus estados y su cultura, seguidos en el siglo X por Gero y en el siglo XII por la cruzada de los wendos.
En el contexto de feudalismo de la época, el Elba delineó las partes orientales de Alemania donde la servidumbre era más estricta y prevalecíó más tiempo, que en el oeste del río, y donde los señores feudales tuvieron propiedades más grandes que en el oeste. Por otra parte, las secciones navegables del río también fueron esenciales para el éxito de la Liga Hanseática y gran parte del comercio se llevó a cabo en sus aguas, donde se destacó el puerto de la ciudad de Hamburgo.

### Edad Contemporánea
Durante la sequía de 1540, el Elba era fanqueable a pie.
Durante el Primer Imperio francés, varias unidades administrativas fueron nombradas por el río Elba, como el departamento de Elba en el reino de Westfalia (1807-1813) y el departamento del Bajo Elba (1810), y el departamento francés de Bouches-de-l'Elbe (1811-1814). En 1821, la libertad de navegación de Bohemia hasta el mar del Norte fue codificada por el Acta del Elba (Elbschiffahrtsakte).
Posesión alemana al comienzo del siglo XX, el Elba se internacionaliza con el Tratado de Versalles (1919) al final de la Primera Guerra Mundial. En 1936, el acuerdo del Acta de Elba fue roto unilateralmente por la Alemania nazi que puso el río nuevamente bajo su administración tras haber anexionando los territorios de Checoslovaquia con población de origen alemán (Sudetenland).
La Operación Gomorra durante la Segunda Guerra Mundial, consistió en una serie de bombardeos sobre la ciudad de Hamburgo llevada a cabo a partir de finales de julio de 1943 por la Real Fuerza Aérea británica y las Fuerzas Aéreas del Ejército de los Estados Unidos. En su momento fue la mayor campaña urbana de bombardeos de la historia de la guerra aérea.
En 1945, cuando la Segunda Guerra Mundial estaba llegando a su fin, Alemania se vio atrapada entre los ejércitos de los Aliados que avanzaban desde el oeste y el de la Unión Soviética que avanzaba desde el este. El 25 de abril de 1945, estas dos fuerzas se unieron cerca de Torgau, en el Elba. El evento fue marcado como día del Elba. Después de la guerra, Alemania vuelve a perder el dominio sobre el Elba que formó parte de la frontera entre Alemania Oriental y Alemania Occidental.
Durante la década de 1970, la Unión Soviética declaró que las cenizas de Adolf Hitler se habían dispersado en el Elba después de ser desenterradas de su lugar de enterramiento original.
La industrialización de la posguerra, así como el uso de pesticidas en la agricultura, convirtieron al Elba en un «río muerto desde el punto de vista ecológico». A fines de la década de 1990 se inició un proyecto de recuperación del Elba, que lo han transformado en un río más limpio, aunque en 2013 seguía habiendo sustancias tóxicas atrapadas en los sedimentos que salen a flote en inundaciones.
En el verano de 2002 se produjeron inundaciones catastróficas en toda su cuenca debido a fuertes lluvias en el este de Alemania y en la República Checa, desbordándose en Dresde y alcanzando los niveles de la crecida histórica de 1845.
Tras la ampliación de la Unión Europea en 2004 el río Elba se encuentra completamente al interior del territorio de esta organización internacional.

## Geografía
El Elba, por longitud, es el 14.º río de Europa y uno de los 200 más largos del mundo. Si se considera que su origen es de hecho el Vltava (en la confluencia, este afluente tiene un flujo mayor), su longitud total se incrementa a 1252 km (13.º en Europa). La parte del curso en Chequia tiene 364 km de longitud, mientras que la parte del recorrido que va desde la frontera checa hasta el mar del Norte tiene una longitud de 727 km. La cuenca drenada por el río tiene un área de alrededor de 148 000 km². El flujo promedio del Elba es de 710 m³/s por lo que es el cuarto río de Alemania después del Rin, el Danubio y el Eno.
El Elba primero cruza el norte de la Bohemia checa describiendo un gran arco, luego atraviesa Alemania, pasando en particular por las ciudades de Dresde, Magdeburgo y Hamburgo antes de desaguar en el mar del Norte en Cuxhaven. Durante la separación de las dos Alemanias hasta 1990, el Elba sirvió de frontera en gran parte de su curso. En ese momento, estaba muy contaminado, particularmente por metales pesados, pero la calidad del agua mejoró significativamente durante la década de los años 2000.

### El curso del Elba
A efectos hidrográficos, y de acuerdo con criterios geológicos y geomorfológicos, el curso del río Elba se divide en las siguientes secciones:

### Curso superior
El curso superior se extiende desde la fuente del río hasta el punto donde el río pierde su carácter de montaña después de haber completado el cruce del macizo de Bohemia. 
Los checos, a su vez, dividen el curso del Elba en su territorio en el Alto Elba o Elba superior (Horný Labe) hasta la ciudad de Kolín —donde cambia de rumbo hacia el noroeste—, el Medio Elba o Elba medio (Středný Labe) —hasta la confluencia con el Vltava— y el Bajo Elba o Elba inferior (Dolný Labe), hasta la frontera checa.

#### Curso superior en Chequia

##### Alto Elba
El Elba tiene su origen en las montañas de los Gigantes (en checo Krkonoše´), en la República Checa, casi en el límite con la frontera noroeste con Polonia, cerca de Labská bouda. El manantial surge en el territorio de la región de Hradec Králové, en la comuna de Špindlerův Mlýn, casi en el límite con la región de Liberec. La zona está incluida en el parque nacional Krkonoše, establecido en 1963, incluido en la lista de reservas de la biosfera por la UNESCO. El Elba se dirige primero hacia el sudeste, un rumbo contrario al que seguirá más adelante. De los numerosos arroyos pequeños cuyas aguas componen el naciente río, el más importante es el Bílé Labe, o Elba blanco (8,3 km). A apenas 400 m del nacimiento está la cascada del Elba (Labský vodopád), un salto de unos 60 m que la mayor parte del año tiene poca agua. Se le une la última de sus fuentes, el abruptamente torrencial Malé Labe y, a partir de entonces, la corriente unida del Elba sigue un rumbo sur. Tras salir del área protegida, llega enseguida a la estación de esquí de Bedřichov-Špindlerův Mlýn. Con uso durante todo el año y con capacidad de alojamiento de 10 000 camas, Špindlerův Mlýn es una de las estaciones de esquí más visitadas en Chequia, y cuenta con 20 pistas, la que más de todos los centros turísticos del país. Durante la temporada de invierno, el área alberga la Europacup de esquí de estilo libre y la SnowJam, un evento profesional de snowboard. Luego el Elba pasa por Labska, en donde se encuentra la primera presa del río, la presa Elba. Sigue al sur alcanzando Přední Labská y luego el área de esquí de Bubákov para entrar en Vrchlabí (12 502 hab. en 2017), la primera localidad de importancia en su curso. En este curso alto de montaña recibe al Pequeño Elba (24,1 km) y al Pilníkovský (17,3 km).
Sigue hacia el sursureste, pasando por Kunčice nad Labem, Klášterská Lhota, Hostinné (4435 hab.), donde recibe al Čistá, y Nemojov, donde vuelve a estar embalsado, en la presa Les Království (Bosque real). La coronación de la presa, por la que discurre una carretera, cuenta con dos arcos a modo de puertas de guardia. Luego llega el Elba a Dvůr Králové nad Labem (15 839 hab.) y sigue pasando por un rosario de pequeñas localidades, Satanovice y Kuks (263 hab.) —donde hay un impresionante spa-hospital de estilo barroco construido en 1707–1720 por Giovanni Battista Alliprandi—, Brod, Heřmanice, Hořenice (139 hab.) y sale definitivamente de la zona de cañadas en Jaroměř (12 442 hab.), a una altitud de 260 m, donde desemboca por la izquierda, el río Upa (78,2 km). Aquí se encuentra la fortaleza de Josefov, que ayudaba a proteger Bohemia de los ataques del reino de Prusia. Poco después de pasar la fortaleza, recibe por la margen izquierda al río Metuje (77,2 km).
A partir de aquí el Elba empieza a virar hacia el suroeste y el valle se expande considerablemente, un vasto valle llamado Polabí (que significa «tierra a lo largo del Elba», denominación que se usará hasta la confluencia con el Ohří en Litoměřic), y continúa pasando por Černožice (1182 hab.), Smiřice, Lochenice (540 hab.), Předměřice nad Labem (1888 hab.), ya en los suburbios de la capital regional, Hradec Králové (92 929 hab.). Aquí recibe al primer afluente de importancia, el río Orlice (32,7 km y 2036,9 km²), que llega desde el este drenando parte de Polonia.
- El Elba en la región de Hradec Králové
- El Elba en una antigua central hidroeléctrica en Vrchlabí
- El Elba en Jaroměř
- El Elba en Předměřice nad Labem
- El Elba helado en Hradec Králové

Sigue hacia el sur y tras ser en un corto tramo división regional, abandona la región de Hradec Králové para entrar en la región de Pardubice: Pasa por Opatovice nad Labem (2524 hab.), Dříteč (445 hab.), Němčice (606 hab.), Kunětice (318 hab.), Sezemice (3798 hab.) y la capital regional, Pardubice (90 044 hab.), donde recibe al río Chrudimka (104,4 km).
Aquí el río vira hacia el oeste, en un tramo en el que tras pasar por Srnojedy, su curso es el límite durante algunos kilóteros (en general el antiguo curso ya que ha sido rectificado) y luego continua por las pequeñas localidades de Valy, Břehy, Prelouc, Semín y Kladruby nad Labem (649 hab.), donde se encuentra el principal centro de cría (en la granja nacional Stud Kladruby) de los kladruber, la raza de caballos checa más antigua y una de las razas más antiguas del mundo, y donde han sido criados durante más de 400 años. Los kladrubers siempre han sido criados para ser caballos de gala de carruaje para la corte de la Casa de Habsburgo.
Luego el Elba sigue por Řečany nad Labem (1358 hab.), Selmice (206 hab.) y Chvaletice (3025 hab.), donde hay un puerto, que originalmente sirve para importar combustible para la central eléctrica de carbón local, con una potencia instalada de 800 MW. Desde aquí el río está fuertemente regulado. Tras pasar por Kojice, el Elba abandona la región de Pardubice y se adentra en la región de Bohemia Central. 
- El Elba en la región de Pardubice
- Presa en Pardubice
- Opatovice nad Labem desde el aire
- Němčice desde el aire
- Vista aérea del puerto de Chvaletice
- El Elba en Kolín

Prosigue el Elba hacia el oeste pasando frente a Týnec nad Labem (2030 hab.), donde recibe al río Doubrava (88,34 km), Záboří nad Labem (841 hab.), Veletov (240 hab.) y Kolín (31 123 hab.), donde en 1757 en las inmediaciones del río se celebró la batalla de Kolín en la que una fuerza de 44 000 austriacos al mando de Leopold Joseph von Daun vencieron a un ejército de 32 000 prusianos dirigidos por Federico II el Grande. En Kolín finaliza el tramo conocido en Polonia como Alto Elba, cuando se inclina gradualmente hacia el noroeste, en una dirección general que mantendrá hasta su desembocadura.

##### Medio Elba
Da inicio el tramo conocido como Medio Elba, pasando el río cerca de las pequeñas localidades de Veltruby (1397 hab.), Pňov-Předhradí (538 hab.) y Oseček (156 hab.). Este tramo del Elba, hasta la confluencia por la derecha con el río Cidlina (89,7 km), está protegida como Reserva nacional de Libický luh al ser el mayor bosque inundable del país, de malva, un área de 444 ha. establecida en 1985. Es también un humedal de la red Natura 2000. Tras recibir al Cidlina, el Elba alcanza la pequeña ciudad de Poděbrady (14 025 hab.), donde en sus orillas se encuentra el castillo de Poděbrady, construido ya en el siglo XIII aunque luego muy reformado.
Tras dejar atrás Kovanice (839 hab.) llega a la ciudad de Nymburk (14 951 hab.), donde recibe por la derecha al río Mrlina (51,6 km). Originalmente la ciudad estaba completamente rodeada por el río Elba y por dos fosos, complementados por una doble línea de murallas fortificadas. De las murallas originales de ladrillo solo se ha conservado partes de la muralla interior, en las zonas oriental y occidental de la ciudad. La parte oriental fue sometida a una reconstrucción romántica en los años 1905-1909 y hay 205 m restaurados, de 6,2 m de altura en que se levantan seis bastiones cuadrados de 15,5 m.
Sigue el Elba su avance pasando por Písty (425 hab.), Kostomlátky (296 hab.), Kostomlaty nad Labem (1838 hab.) y Hradištko (594 hab.). Luego recibe por la derecha al río Vlkava (35,6 km), dando luego inicio un área protegida como bosque nacional de Mydlovarský luh (un área de 168,7 ha. establecido en 1989), una zona de brazos muertos del Elba tras su regulación en los años 1930, unos humedales que forman parte del sistema de sitios Natura 2000 de importancia europea.
Continua el río frente a las pequeñas localidades de Ostrá (557 hab.), Semice (1196 hab.), Lysá nad Labem (9460 hab.), Přerov nad Labem (1224 hab.) y Celakovice (12 114 hab.), donde recibe por la izquierda al pequeño río Výmola (33,1 km). Cekakovice forma parte del área metropolitana de Praga, ya que en esta sección el Elba está a unos 20 km de la capital checa. En este tramo pasa luego por Káraný (752 hab.), y tras recibir por la derecha al largo río Jizera (164,6 km en Lázně Toušeň (1381 hab.), sigue por Nový Vestec (417 hab.) y Brandýs nad Labem-Stará Boleslav (18 507 hab.). Aquí el río tiene una larga isla, de más de 1,2 km de longitud limitada por el canal plavebni. Stará Boleslav fue un lugar de peregrinación, el más antiguo de Bohemia Central.
Llega luego el Elba a Borek (314 hab.), Záryby (936 hab.), Kostelec nad Labem (4094 hab.), Neratovice (16 267 hab.), Obříství (1367 hab.) y Mělník (19 295 hab.). En Mělník, donde hay un importante puerto fluvial, el Elba se une a la izquierda con el Vltava, su afluente más largo y río principal que serpentea hacia el norte a través de Bohemia, y su caudal es más que duplicado en volumen por el aporte del Vltava. Aguas arriba de la confluencia, el Vltava es de hecho mucho más largo (434 km frente a 294 km del Elba hasta el momento), y tiene una mayor descarga y una cuenca de drenaje más grande. Sin embargo, por razones históricas, el río conserva el nombre de Elba, también porque en el punto de confluencia es el Elba el que fluye a través del valle principal y más ancho mientras que el Vltava desemboca en el valle para encontrarse con el Elba casi en ángulo recto, y así aparece ser el río tributario
- El Elba en la región de Bohemia Central
- El castillo de Poděbrady
- El río en Týnec nad Labem
- El río en Nymburk
- El río en Kostomlátky
- El río en Lysá nad Labem
- El Elba en Kostelec nad Labem
- El Elba en Neratovice
- El río en Brandýs nad Labem-Stará Boleslav
- Esclusa en Čelákovice
- Confluencia del Elba y el Vltava en Mělník

##### Bajo Elba
Sigue luego el Elba su discurrir y tras pasar frente a las pequeñas localidades de Dolní Beřkovice (1448 hab.), Liběchov (1062 hab.), donde está la central eléctrica de Mělník, inaugurada en 1961, y Horní Počaply (1287 hab.) abandona la región de Bohemia Central para entrar en la región de Ústí nad Labem. Ústí nad Labem significa en checo, 'boca sobre el Elba' y hace referencia a la posición de la capital regional, situada en la confluencia (boca) del Bílina con el Elba.
Tras pasar por Štětí (8807 hab.), llega a la pequeña Račice (335 hab.), donde hay una importante instalación deportiva, un canal artificial, el más importante del país, que se utiliza para albergar competiciones de deportes náuticos. Ha acogido el Campeonato Mundial de Remo de 1993 y el Campeonato Europeo de Piragüismo en Aguas Tranquilas de 2006 y de 2015.
Pasa el Elba luego frente a varias pequeñas localidades Záluží (173 hab.), Kyškovice (277 hab.), Dobříň (552 hab.) y alcanza Roudnice nad Labem (12 949 hab.), también una de las ciudades checas más antiguas y la que tuvo el primer puente de piedra sobre el Elba (el tercero de Bohemia tras los de Praga y Písek). En la ciudad se construyó la segunda residencia en piedra del país, origen del actual castillo.
Alcanza enseguida Vědomice (903 hab.), y luego Židovice (393 hab.), Černěves (219 hab.), Hrobce (660 hab.), Libotenice (434 hab.), Lounky (335 hab.), Křešice (1407 hab.) y Litoměřice (24 168 hab.). Litomerice es una de las ciudades checas más antiguas, fundada en el siglo X y que desempeñó un importante papel comercial entre los siglos XII y XVII. Es también tristemente famosa porque en su cercanía se estableció en 1941 el campo de concentración de Theresienstadt. Aquí las aguas del Elba son teñidas por el rojizo río Ohře (el Eger alemán, de 316 km), que le aborda desde el sur por la derecha. Aumentado el caudal y el cauce el Elba, que llega a 140 metros de ancho, el río se abre camino a través de la masa basáltica del altiplano de Bohemia Central (České Středohoří), discurriendopor una garganta rocosa pintoresca, profunda, estrecha y sinuosa.
- El Bajo Elba hasta Litoměřice
- La central eléctrica de Mělník
- El río en Štětí, con la central eléctrica de Mělník al fondo
- El canal artificial de Racice
- El río en Roudnice nad Labem
- El río en Litoměřice

Continua por Lovosice (9392 hab.), una ciudad industrial con una larga tradición de fábricas de procesamiento de alimentos y productos químicos, donde en 1756 se celebró una decisiva batalla entre Prusia y Austria, la batalla de Lobositz. Sigue luego por Malé Žernoseky (733 hab.), Velké Žernoseky (483 hab.), Libochovany (566 hab.), Dolní Zálezly (580 hab.), Brná nad Labem (1179 hab.) y la capital regional, Ústí nad Labem (92 984 hab.), uno de los centros industriales más importantes del país. Además de tener uno de los puertos fluviales más activos de la región, es también un importante nudo ferroviario.
Sigue por Velké Březno (2237 hab.), Povrly (2220 hab.), Malé Březno (509 hab.), Těchlovice (518 hab.), Dobkovice (671 hab.), Malšovice (855 hab.) y Děčín (49 521 hab.), donde recibe por la derecha al río Ploučnice (106 km). Děčín actualmente se desarrolla a ambos lados del Elba, dos núcleos separados históricamente (el viejo Děčín, en la derecha, y Podmokly, en la izquierda). En un promontorio dominando el Elba se encuentra el castillo, construido originalmente en el siglo X y reformado en los siglos XVI, XVII y XVIII.
- El Elba en la región de Ústí nad Labem
- El río en Lovosice
- El río en Dolni Zalezly
- El río en Brná nad Labem
- El río en Ústí nad Labem
- El río en Velké Březno
- El castillo de Děčín

Tras atravesar el corto cañón del Elba, en un área protegida de 250 km² desde 1972 como «Área de paisaje protegido de Labské pískovce», llega a Labská Stráň, dando inicio un corto tramo de unos 3.5 km en que el río será frontera internacional. Este tramo está protegido como parque nacional a ambos lados de la frontera: el parque nacional de la Suiza bohemia (establecido en 2000, con una superficie de 79 km² en Chequia) y el parque nacional de la Suiza Sajona (establecido en 1990, con 93,5 km² en Alemania). Al salir de la República Checa, ese es el punto más bajo del país.
El cauce del Elba en territorio checo está equipado con muchos embalses que se construyeron, en su mayor parte, a partir de la década de 1950.
Entre Pardubice y Mělník también recibe varios afluentes más pequeños a la izquierda: Klejnárka (40.3 km) cerca de Starý Kolín; 
- El Elba en la región de Ústí nad Labem
- Porta Bohemica con la villa de Vaňov
- El altiplano de Bohemia Central de Vysoký Ostrý (587 msnm); en primer plano está Brna, en la orilla opuesta del Elba está Vaňov
- Burg Strekov

#### Curso superior en Alemania
El curso superior en Alemania comienza con un gran meandro y luego toma la dirección del noroeste. Nada más acabar de cruzar las montañas de arenisca del Elba el río pasa por Bad Schandau (3682 hab.), una pequeña ciudad que desde principios del XIX es una ciudad balneario de veraneo. En la ciudad está el centro de visitantes del parque nacional de la Suiza Sajona.
Sigue el Elba por Rathmannsdorf (936 hab.) y Königstein (2128 hab.), donde está la impresionante fortaleza de Königstein, una fortaleza originada en el siglo XIII conocida como la «Bastilla sajona» que tiene un perímetro amurallado de casi dos kilómetros y que es una de las atracciones turísticas de Sajonia. Alcanza al poco Rathen (346 hab.), Stadt Wehlen (1609 hab.), Struppen (2501 hab.) y Pirna (38 187 hab.). Los ríos Wesenitz, al norte, y Gottleuba, al sur, se unen aquí al Elba. La región vinícola sajona (Sächsische Weinstraße), que se extiende desde Pirna por Pillnitz, Dresde y Meissen hasta Diesbar-Seußlitz, fue establecida en 1992. En agosto de 2002, la ciudad sufrió grandes daños en las inundaciones generalizadas en Europa en ese momento. 
- El Elba alemán hasta Pirna
- El río en Bad Schandau
- Vista aérea de la fortaleza de Königstein
- El río en Rathen
- Stadt Wehlen (izquierda) y el distrito Pötzscha (derecha), desde Wilke. En el fondo, el bastión.
- El río en Pirna

Sigue su discurrir el Elba por Heidenau (16 399 hab.), un importante núcleo industrial, Pillnitz, ya incorporado a Dresde, y donde a orillas del Elba se construyó en el siglo XVIII el castillo de Pillnitz, donde se produjo en 1791 la declaración de Pillnitz interpretada por la Asamblea Nacional francesa como una declaración de guerra de las potencias europeas.
Llega a Dresde, la capital de Sajonia conocida como «Florencia del Norte». Dresde fue desde el siglo XV la sede de la realeza sajona y cuenta con más que 60 museos, 35 teatros, famosas orquestas y coros, y valiosas colecciones de arte, una Escuela de Bellas Artes, conocidas corporaciones musicales y edificios significativos de numerosas épocas. El Valle del Elba en Dresde fue Patrimonio de la Humanidad de la Unesco entre 2004 y 2009, pero perdió su sitio en dicha lista debido a la construcción de un puente a dos kilómetros del centro histórico. De este modo, se convirtió en el primer lugar en Europa y segundo en todo el mundo en perder esta condición. Dresde Dresde fue bombardeada al final de la Segunda Guerra Mundial (4 ataques entre el 13 y el 15 de febrero de 1945) por parte de la Royal Air Force británica (RAF) y las Fuerzas Aéreas del Ejército de los Estados Unidos (USAAF) en el que entraron en acción más de mil bombarderos pesados, que dejaron caer cerca de 4000 toneladas de bombas altamente explosivas y dispositivos incendiarios, arrasando gran parte de la ciudad y desencadenando una tormenta de fuego que consumió su centro histórico. El número de víctimas varía en función de la fuente, pero la línea mayoritaria en la historiografía actual lo sitúa entre 25−40 000 muertos.
Después de cruzar Dresde, la pendiente del Elba disminuye cada vez más.
Dejada atrás Dresde el río alcanza Radebeul (33 826 hab.), Coswig (20 841 hab.), Meißen (27 984 hab.), conocida como la cuna de Sajonia. Capital del margraviato de Sajonia desde 968, con sede obispal en ese mismo año y con mercado desde el año 1000, fue entre 1423 y 1464 capital del Electorado de Sajonia.
Continua por Keilbusch, Diera-Zehren (3266 hab.), Hirschstein (2007 hab.), Nünchritz (5567 hab.) y Riesa, en la confluencia de los ríos Jahna (30 km) y Döllnitz (48,8 km), con un importante puerto que continúa en el final del río Döllnitz. La primera línea de 110 kV del mundo se instaló entre Riesa y Lauchhammer en 1912. 
Llega luego a Strehla (3748 hab.) emplazada en una encrucijada comercial, en su día en la Via Regia Lusatiae Superioris. Mühlberg (3813 hab.), recordada por la importante batalla de Mühlberg ocurrida en 1547 entre las tropas de Carlos I de España y V del Sacro Imperio Romano Germánico y las de la Liga de Esmalcalda, con el triunfo de las primeras. Sigue el Elba por Belgern-Schildau (7828 hab.) y Torgau (20 062 hab.), recordad como el lugar donde, el 25 de abril de 1945, las fuerzas estadounidenses y soviéticas se encontraron por primera vez cerca del final de la Segunda Guerra Mundial. También batalla de Torgau en 1760 cuando el ejército prusiano del rey Federico el Grande luchó contra un ejército austriaco más poderoso al mando de Leopold Joseph von Daun. Los prusianos obtuvieron una costosa victoria, una victoria pírrica, en una de las batallas más sangrientas de la tercera guerra de silesia, en el contexto de la guerra de los Siete Años.
- El Elba alemán desde Pirna a Dresde
- El río en Heidenau
- El castillo de Pillnitz
- El Elba a su paso por Dresde
- El río en Riesa
- Vista sobre el Elba en Lorenzkirch Strehla, con ferry y ferry de pasajeros
- Vista del castillo de Hartenfels, en Torgau

De acuerdo con los criterios geológicos y geomorfológicos, el curso superior en Alemania termina en Torgau, pero se puede considerar que el curso medio comienza en Riesa. La Comisión Internacional de Protección del Elba dividió el curso del río en 1992; según esta división, el curso superior termina en el castillo de Hirschstein, entre Meissen y Riesa, 96 km después del cruce de la frontera germano-checa.

### Curso medio
En su curso medio, el Elba se comporta como un río típico de llanura, describiendo muchos meandros cortos y sinuosos. Continúa fluyendo al noroeste, pasando por Dommitzsch (2503 hab.) y Prettin (1889 hab.), justo antes de abandonar el estado de Sajonia y entrar por el sur en Sajonia-Anhalt. Continua por Pretzsch (1603 hab.), Schützberg (144 hab.)
área protegida de la boca del Schwarzen Elster (179 km). Las Elbwiesen son las orillas verdes del río Elba, que se extienden a lo largo de 30 km a través de la ciudad de Dresde en el estado alemán de Sajonia. El ancho del Elbwiesen varía desde unos pocos metros hasta los 400 metros. 
Wittenberg (46 475 hab.), oficialmente «Lutherstadt Wittenberg» ('Wittenberg Ciudad de Lutero'). Esta ciudad fue un importante centro político y cultural regional a finales del siglo XV, cuando Federico III "el Sabio", el elector de Sajonia de 1486 a 1525, fijo su residencia en Wittenberg. El 31 de octubre de 1517, según la leyenda, Lutero clavó sus 95 tesis contra la venta de indulgencias en la puerta de la Iglesia de Todos los Santos, en el conjunto del Castillo, un evento que marcó el comienzo de la Reforma protestante. La ciudad es parte del conjunto declarado en 1996 Patrimonio de la Humanidad Monumentos conmemorativos a Lutero en Eisleben y Wittenberg, destacando en esta ciudad la Sala de Lutero, casa de Melanchthon, Iglesia de la ciudad y la Iglesia de Todos los Santos o iglesia del castillo.
Llega el Elba al poco a Kleinwittenberg (808 hab.), Coswig (12 095 hab.). Aquí está la reserva natural de Saarenbruch-Matzwerder, entre las ciudades de Coswig y Oranienbaum-Wörlitz en el distrito de Wittenberg. La reserva fue establecida en Saarenbruch en 1961 y desde 2003 ampliada. Poco más adelante, en la ribera izquierda está Wörlitz, con el parque de Wörlitz de finales del XVIII, el mayor jardín inglés europeo continental, parte de «El reino de los jardines de Dessau-Wörlitz» declarado en 2000 como patrimonio de la Humanidad.
Roßlau (13 930 hab.), y nada más dejarla atrás está la confluencia por la izquierda. llegando desde el sur, del río Mulde (147 km). Luego Dessau-Roßlau (82 505 hab.), donde recibe por la izquierda al río Mulde (147 km). Esta ciudad nació en 2007 de la fusión de Dessau y Roßlau. Dessau, fundada en el siglo XIII, se convirtió en un centro importante en 1570, cuando se fundó el principado de Anhalt de la que fue capital (y luegocapital del mini-estado de Anhalt-Dessau. Cuando Anhalt fue reunificada en 1863 como el ducado de Anhalt-Dessau, Dessau se convirtió de nuevo en capital y así permaneció hasta 1918.) La ciudad también fue importante en la etapa en que la Bauhaus estableció su sede aquí, lo que llevó a declararla en 1996 como patrimonio de la Humanidad, «La Bauhaus y sus sitios en Weimar, Dessau y Bernau». 
Steutz (850 hab.), Aken (7754 hab.). Aquí da inicio la Reserva de la biosfera del Elba medio, un área protegida establecida inicialmente en 1923 y varias veces ampliada, que ahora protege unos 440 km² de ambas riberas del Elba, entre Wittenberg al este, pasando por Dessau-Roßlau, hasta Gommern en el noroeste. 
El área del bosque Steckby-Lödderitzer (Steckby-Lödderitzer Forst) es una reserva natural situada en la zona de Aken (Elba) y Zerbst / Anhalt. Sigue por Breitenhagen (492 hab.), Walternienburg (519 hab.), Barby (8535 hab.). Barby es una pequeña ciudad de origen medieval que entre 1497 y 1659 fue la capital del condado de Barby. Aquí hay un puente ferroviario en hierro de 757 m que cuenta con dos puertas en cada orilla, inaugurado en 1879 y parte de la línea de ferrocarril Berlin-Blankenheim.
Sigue por Glinde (18 335 hab.), Schönebeck (31 063 hab.) y Magdeburgo (238 136 hab.), donde su curso hace una curva pronunciada y durante 80 km sigue una dirección norte y, a veces, noreste. Magdeburgo es la capital del estado federado de Sajonia-Anhalt, que experimenta actualmente una intensa reconstrucción para reemplazar los antiguos edificios de la era comunista.
Pasa por el área paisajística protegida de «Barleber und Jersleber Seen mit Ohre- und Elbniederung», de 67,89 km² establecida en 1994. En el medio del área, en Hohenwarthe, el Elba es atravesado por el canal cruce de Magdeburgo (Wasserstraßenkreuz Magdeburg), un paso elevado por el que discurre el Mittelkanaal, con el ascensor de barcazas de Rothensee. Sigue por Heinrichsberg (364 hab.), Rogätz (2163 hab.), Kehnert (371 hab.), Elbtalaue, Elbe-Parey (6899 hab.), la zona protegida de Elbaue Jerichow; llega a Jerichow (6999 hab.) y Tangermünde (10 447 hab.), donde recibe por la izquierda al corto río Tánger. Tangermünde es una pequeña ciudad que en el siglo XIV, más precisamente entre 1373 y 1378, fue la segunda capital del emperador Carlos IV destinada al gobierno de las provincias del norte. El antiguo castillo se convirtió en un palacio real durante su reinado.
- El curso medio entre Wittenberg y Rogätz
- El Elba cerca de Wittenberg
- La ciudad vieja de Lutherstadt Wittenberg con la iglesia del castillo y la iglesia de la ciudad.
- El castillo de Coswig
- Vista del ascensor de barcazas de Rothensee
- El río en Rogätz

Hämerten (206 hab.), Storkau (151 hab.), Arneburg (1526 hab.), Schönfeld (213 hab.), Wulkau (445 hab.), Sandau (862 hab.), Havelberg (6646 hab.), en la confluencia por la derecha con el río Havel. Aquí el río marcará durante un largo tramo Dömitzcasi 100 km hasta Dömitz— la frontera estatal entre Sajonia-Anhalt (al sur) y Brandeburgo (al norte)
Rühstädt (472 hab.), Wittenberge (17 318 hab.), Cumlosen (723 hab.), Schnackenburg (564 hab.), Lenzen (2160 hab.), Gorleben (625 hab.), Langendorf (676 hab.), Dömitz (3046 hab.), donde se encuentra el fuerte de Dömitz construida en 1559-1565 para asegurar la frontera del ducado de Mecklenburgo. Dejada atrás Dömitz finaliza el tramo fronterizo y se interna en Baja Sajonia. Damnatz (294 hab.), Hitzacker (4921 hab.), Neu Darchau (1388 hab.), Bleckede (9467 hab.), Boizenburgo/Elba (10 527 hab.), Lauenburgo/Elba (11 498 hab.), donde abandona el área protegida de ribera. Lauenburg fue la capital ducal hasta 1616, cuando se trasladó a Ratzeburg
Entra el río en la reserva nacional y reserva de la biosfera «Niedersächsische Elbtalaue», una área protegida que incluye el paisaje de llanuras aluviales del Elba en su tramo medio inferior. La Reserva de la Biosfera del Medio Elba se conecta con Elbtalaue y desde 1997 también forma parte de la Reserva de la Biosfera Flusslandschaft Elba, que es reconocida por la UNESCO. La reserva de la biosfera Flusslandschaft Elba-Brandenburgo se encuentra en el distrito de Prignitz. Cubre alrededor de 70 kilómetros a lo largo de la orilla oriental del Elba entre Quitzöbel, en el sureste, y Mecklenburg Dömitz, en el noroeste. El paisaje fluvial de la reserva de la biosfera Elba-Brandenburgo tiene 533,3 km² de extensión. 
Después de la confluencia con el río Havel, su tributario por la derecha más largo, el Elba retoma la dirección noroeste. Poco antes de Hamburgo, en la presa de Geesthacht, el Elba alcanza su curso inferior.
Sigue por Geesthacht y llega a Hamburgo.
- El curso medio
- Klieken, Altarm Old Elbe en la reserva natural Saarenbruch Matzwerder
- Castillo de Tangermünde y la iglesia de San Esteban
- Puente del Elba en Barby
- Nuevo puente en Schönebeck
- Vista de Magdeburgo
- Arneburg
- Hitzacker
- Lauenburg

### Curso inferior
El curso inferior comprende, en un sentido amplio, la parte del curso del río bajo la influencia de las mareas, que comienza desde la retención de Geesthacht; en un sentido más restringido se limitaría al estuario, formación típica de los ríos sujetos a las mareas. Con la marea alta, el nivel del río está unos 3,60 m más alto que el del mar del Norte. Aunque el empuje conduce las aguas hacia arriba en cada marea, el agua en el río inferior prácticamente no es salada. En Tidenstau, en el límite de los tramos medio e inferior, el río da nacimiento a un delta del que solamente sobreviven los ramales del Elba norte y del Elba sur: de hecho, en la Edad Media, los ramales del Elba Dove y del Elba Gose fueron represados para formar el Vierlande y los ramales situados entre el Elba norte y el Elba sur se utilizaron para agrandar el puerto de Hamburgo en los siglos XIX y XX. El estuario tiene entre 1−2,5 km de ancho en un tramo de al menos 15 km entre Brunsbüttel y Cuxhaven. Todavía se conservan algunas de las muchas islas que una vez salpicaron esta porción del estuario; las otras se han integrado en las orillas del río cuando fue represado.

### Elba exterior
El Elba exterior se refiere a la prolongación del estuario en el mar de Wadden. En las zona de altos fondos de 20 km de ancho entre el Elba exterior y el Weser exterior, están ubicadas las islas de Neuwerk y de Scharhörn, que forman parte del territorio de la ciudad de Hamburgo.
- El puerto de Hamburgo en el Elba
- El Elba a su paso por Hamburgo.
- Cuxhaven.

### Ciudades en el Elba
Varias ciudades importantes tienen una íntima relación con el río Elba, destacando entre ellas:
- Dresde: el panorama urbano sobre el Elba tiene una importancia histórica y arquitectónica singular, con sus edificios barrocos.
- Hamburgo: la gran ciudad portuaria tiene en el Elba su vital puerta de entrada desde el mundo. En la actualidad se está levantando la HafenCity, moderno distrito residencial y comercial.

Las principales localidades en el río, siguiéndolo aguas abajo, son las siguientes (las principales ciudades en negrita):

## Navegación
El Elba ha sido navegable para embarcaciones comerciales desde 1842, y proporciona importantes enlaces comerciales tierra adentro tan lejanos como Praga. El río está enlazado por canales (canal Lateral Elba, canal de Elba-Havel, Mittellandkanal) con las áreas industriales de Alemania y con Berlín. El canal Elba-Lübeck une el Elba con el mar Báltico, al igual que el canal de Kiel cuya entrada occidental se encuentra cerca de la desembocadura del Elba. El canal Weser-Elba conecta el Elba con el río Weser.
Mediante el Tratado de Versalles, la navegación sobre el Elba pasó a depender de la Comisión Internacional del Elba, con sede en Dresde. El estatuto de la Comisión se firmó en Dresde el 22 de febrero de 1922. A raíz de los artículos 363 y 364 del Tratado de Versalles, Checoslovaquia tenía derecho a arrendar su propio puerto de cuenca, Moldauhafen en Hamburgo. El contrato de arrendamiento con Alemania, y supervisado por el Reino Unido, se firmó el 14 de febrero de 1929 hasta el año 2028. Desde 1993, la República Checa ocupa el antiguo cargo legal de Checoslovaquia.
Antes de que Alemania se reunificara, el transporte fluvial en Alemania Occidental se vio obstaculizado por el hecho de que la navegación interior hacia Hamburgo debía pasar por la República Democrática Alemana. El Elbe-Seitenkanal (Canal Lateral del Elba) fue construido entre la sección de Alemania Occidental de Mittellandkanal y el Bajo Elba para restaurar esta conexión. Cuando las dos naciones se volvieron a unir, comenzaron los trabajos para mejorar y restaurar los enlaces originales: el puente canal de Magdeburgo ahora permite que grandes barcazas crucen el Elba sin tener que ingresar en el río. Los bajos niveles de agua del Elba no impiden la navegación hasta Berlín.

### Afluentes del río Elba
Los principales afluentes del Elba son, yendo en sentido aguas abajo, los siguientes:
- el Moldava (en checo, Vltava; en alemán, Moldau), de 430 km de largo. Es el principal afluente del Elba. Desemboca cerca de Mělník, justo al norte de Praga, a 279 km de la fuente del Elba. En la confluencia, el Moldava tiene mayor caudal (150 m³/s) que el propio Elba, por lo que se podría de decir que el Elba desagua en el Moldava. A través del Moldava, la cuenca del Elba drena partes pequeñas de Baviera y Austria.

- el Ohře (en alemán Eger), con una longitud de 291 km. El río nace en los Montes de los Pinos —como el río Saale y el río Main— y se une al río Elba cerca de la ciudad checa de Litoměřice (en alemán, Leitmeritz).
- el Ploučnice, de 102 km, que recupera las aguas de la vertiente sur de los macizos de Elbsandsteingebirge y Lusacia y se une al Elba en Děčín (República Checa), cerca de la frontera checo-alemana.
- el Schwarze Elster (Elster Negro), de 188 km, el segundo afluente más largo de la margen derecha. Nace en Alta Lusacia, a pocos kilómetros al oeste del valle del Spree. Pasa a través de zonas de arena y de pantanos y lleva pocos sedimentos, a diferencia del Weiße Elster (Elster Blanco), afluente del Saale, que fluye en casi toda su longitud pot terrenos arcillosos.
- el Mulde, de 124 km, que nace en Colditz, en la unión del Mulde de Freiberg (124 km) y el Mulde de Zwickau (166 km). Drena la mayoría de las aguas de los montes Metalíferos.
- el Saale, de 413 km de largo, el segundo en importancia, con un caudal de 115 m³/s y que se une al Elba en Barby. La cuenca de este río comprende el oeste de Sajonia, la mayor parte de Turingia y el este de Harz, pero tiene su nacimiento en el macizo de los Montes de los Pinos en Baviera.
- el Havel, de 325 km, el mayor de los afluentes de la margen derecha del Elba. Su caudal medio en su confluencia con el río Elba cerca de Havelberg es de 105 m³/s. Teniendo en cuenta su afluente el Spree, llega hasta los 560 km y sería el afluente más largo del Elba.
- el Ohre, de 110 km, marca la frontera entre la Llanura de Magdeburgo y Altmark. En su valle fue construido el canal de Mittelland.
- el Elde, de 220 km, se une al Elba en Dömitz, en Mecklemburgo. En gran parte de su curso fue canalizado para permitir el movimiento de buques entre el Elba y los lagos Schwerin y Müritz.
- el Oste, de 153 km, se une al río Elba en su estuario. Está conectado a los afluentes del Weser.

El río Elba tiene muchos afluentes, siendo los más importantes los que recoge la Tabla siguiente, ordenada en dirección agua abajo. (Los tributarios de los afluentes, se ordenan en sentido inverso, desde la boca a la fuente).
Links=I
| Ramal | Ramal | Nombre afluente                  | Nombre afluente                  | Nombre afluente                  | Nombre afluente                  | Río en que desagua | Desembocadura                                          | Longitud (km) | Cuenca (km²) | Caudal (m³/s) | Región(es)/Estado(s) por que discurre               | Tramo      | Curso    |
| I     | –     | Río Malé Labe                    | Río Malé Labe                    | Río Malé Labe                    | Río Malé Labe                    | Elba               | Prosečné                                               | 34            | 73,1         | 2,1           | Hradec Králové                                      | Alto Elba  | Superior |
| I     | –     | Río Úpa                          | Río Úpa                          | Río Úpa                          | Río Úpa                          | Elba               | Jaroměř                                                | 78,2          | 513,1        | 6,99          | Hradec Králové                                      | Alto Elba  | Superior |
| I     | –     | Río Metuje                       | Río Metuje                       | Río Metuje                       | Río Metuje                       | Elba               | Jaroměř                                                | 77,18         | 607,6        | 6,4           | Hradec Králové                                      | Alto Elba  | Superior |
| –     | –     | Río Trotina                      | Río Trotina                      | Río Trotina                      | Río Trotina                      | Elba               | Lochenice                                              | 24,9          | 117          | 0,7           |                                                     | Alto Elba  | Superior |
| I     | –     | Sistema Orlice-Tichá Orlice      | Sistema Orlice-Tichá Orlice      | Sistema Orlice-Tichá Orlice      | Sistema Orlice-Tichá Orlice      | Elba               | Hradec Králové                                         | 139,7         | 2036,9       | 21,8          | POL Hradec Králové                                  | Alto Elba  | Superior |
| –     | –     | –                                | –                                | Río Tichá Orlice                 | Río Tichá Orlice                 | Orlice             | Albrechtice nad Orlicí                                 | 107           | 757,1        | 7,4           | Checoslovaquia                                      | Alto Elba  | Superior |
| –     | –     | –                                | –                                | Río Divoká Orlice                | Río Divoká Orlice                | Orlice             | Albrechtice nad Orlicí                                 | 99,7          | 806,5        | 11,5          | Checoslovaquia                                      | Alto Elba  | Superior |
| –     | D     | Canal Opatovický                 | Canal Opatovický                 | Canal Opatovický                 | Canal Opatovický                 | Elba               | Semín                                                  | 32,7          | 12,1         | caudal        |                                                     | Alto Elba  | Superior |
| I     | –     | Río Loučná                       | Río Loučná                       | Río Loučná                       | Río Loučná                       | Elba               | Počaply nad Loučnou, Ortsteil von Sezemice nad Loučnou | 80            | 724          | 4,4           |                                                     | Alto Elba  | Superior |
| I     | –     | Río Chrudimka                    | Río Chrudimka                    | Río Chrudimka                    | Río Chrudimka                    | Elba               | Pardubice                                              | 104,4         | 870          | 6             |                                                     | Alto Elba  | Superior |
| I     | –     | Río Doubrava                     | Río Doubrava                     | Río Doubrava                     | Río Doubrava                     | Elba               | Týnec nad Labem                                        | 89            | 592          | 4,5           |                                                     | Alto Elba  | Superior |
| I     | –     | Río Klejnárka / Opatovický potok | Río Klejnárka / Opatovický potok | Río Klejnárka / Opatovický potok | Río Klejnárka / Opatovický potok | Elba               | Tři Dvory                                              | 40,3          | 350          | 1,32          |                                                     | Medio Elba | Superior |
| –     | –     | Río Cidlina                      | Río Cidlina                      | Río Cidlina                      | Río Cidlina                      | Elba               | Libice nad Cidlinou                                    | 89,7          | 1167         | 4,9           |                                                     | Medio Elba | Superior |
| –     | D     | Río Mrlina                       | Río Mrlina                       | Río Mrlina                       | Río Mrlina                       | Elba               | Nymburk                                                | 51,6          | 657          | 2,2           |                                                     | Medio Elba | Superior |
| I     | –     | Río Výrovka                      | Río Výrovka                      | Río Výrovka                      | Río Výrovka                      | Elba               | Kostomlátky                                            | 64            | 544          | caudal        |                                                     | Medio Elba | Superior |
| –     | D     | Río Vlkava / Farský potok        | Río Vlkava / Farský potok        | Río Vlkava / Farský potok        | Río Vlkava / Farský potok        | Elba               | lugar                                                  | 35,6          | 235          | 0,61          |                                                     | Medio Elba | Superior |
| I     | –     | Río Výmola                       | Río Výmola                       | Río Výmola                       | Río Výmola                       | Elba               | Čelákovice, Ortsteil Sedlčánky                         | 33,1          | 124          | 0,35          |                                                     | Medio Elba | Superior |
| –     | D     | Río Jizera                       | Río Jizera                       | Río Jizera                       | Río Jizera                       | Elba               | Lázně Toušeň                                           | 165           | 2194         | 24            |                                                     | Medio Elba | Superior |
| –     | D     | Río Košátecký potok              | Río Košátecký potok              | Río Košátecký potok              | Río Košátecký potok              | Elba               | Neratovice                                             | 43            | 219          | caudal        |                                                     | Medio Elba | Superior |
| –     | D     | Río Moldava                      | Río Moldava                      | Río Moldava                      | Río Moldava                      | Elba               | Mělník                                                 | 440           | 28 101       | 150           |                                                     | Medio Elba | Superior |
| –     | D     | Río Liběchovka                   | Río Liběchovka                   | Río Liběchovka                   | Río Liběchovka                   | Elba               | Liběchov                                               | 24            | 157          | caudal        |                                                     | Medio Elba | Superior |
| I     | –     | Río Ohře                         | Río Ohře                         | Río Ohře                         | Río Ohře                         | Elba               | Litoměřice                                             | 316           | 6255         | 38            | Karlovy Vary y Ústí nad Labem (TCH) y Baviera (DEU) | Medio Elba | Superior |
| –     | –     | –                                | Río Odrava                       | Río Odrava                       | Río Odrava                       | Ohře               | Odrava                                                 | 58,4          | 497,5        | 3,95          | Checoslovaquia                                      | Medio Elba | Superior |
| –     | –     | –                                | Río Blšanka                      | Río Blšanka                      | Río Blšanka                      | Ohře               | Žatec                                                  | 49            | 482,84       | 1,05          | Checoslovaquia                                      | Medio Elba | Superior |
| I     | –     | Río Modla                        | Río Modla                        | Río Modla                        | Río Modla                        | Elba               | Lovosice                                               | 27,2          | 94,5         | 0,36          |                                                     | Medio Elba | Superior |
| I     | –     | Río Bílina                       | Río Bílina                       | Río Bílina                       | Río Bílina                       | Elba               | Ústí nad Labem                                         | 82            | 1106         | 7,3           |                                                     | Medio Elba | Superior |
| I     | –     | Río Jílovský potok               | Río Jílovský potok               | Río Jílovský potok               | Río Jílovský potok               | Elba               | Děčín                                                  | 21,2          | 76           | 0,71          |                                                     | Medio Elba | Superior |
| –     | D     | Río Ploučnice                    | Río Ploučnice                    | Río Ploučnice                    | Río Ploučnice                    | Elba               | Děčín                                                  | 106           | 1193         | 8,9           |                                                     | Medio Elba | Superior |
| –     | D     | Río Kamenice                     | Río Kamenice                     | Río Kamenice                     | Río Kamenice                     | Elba               | Hřensko                                                | 35,6          | 217          | 2,65          |                                                     | Medio Elba | Superior |
| –     | D     | Río Kirnitzsch                   | Río Kirnitzsch                   | Río Kirnitzsch                   | Río Kirnitzsch                   | Elba               | Bad Schandau                                           | 45            | 140          | 1,5           | Sajonia                                             | Bajo Elba  | Superior |
| I     | –     | Río Gottleuba                    | Río Gottleuba                    | Río Gottleuba                    | Río Gottleuba                    | Elba               | Pirna                                                  | 33,9          | 252          | 2,7           | Sajonia                                             | Bajo Elba  | Superior |
| –     | D     | Río Wesenitz                     | Río Wesenitz                     | Río Wesenitz                     | Río Wesenitz                     | Elba               | Pirna-Pratzschwitz                                     | 83            | 278          | 2,6           | Sajonia                                             | Bajo Elba  | Superior |
| I     | –     | Río Müglitz                      | Río Müglitz                      | Río Müglitz                      | Río Müglitz                      | Elba               | Heidenau                                               | 48,5          | 214          | 2,7           | Sajonia                                             | Bajo Elba  | Superior |
| I     | –     | Río Lockwitzbach                 | Río Lockwitzbach                 | Río Lockwitzbach                 | Río Lockwitzbach                 | Elba               | Dresde-Kleinzschachwitz                                | 29,5          | 84           | 0,66          | Sajonia                                             | Bajo Elba  | Superior |
| –     | D     | Río Prießnitz                    | Río Prießnitz                    | Río Prießnitz                    | Río Prießnitz                    | Elba               | Dresde-Äußere Neustadt                                 | 25,4          | 51,2         | caudal        | Sajonia                                             | Bajo Elba  | Superior |
| I     | –     | Río Weißeritz                    | Río Weißeritz                    | Río Weißeritz                    | Río Weißeritz                    | Elba               | Dresde-Cotta                                           | 61            | 384          | 3,6           | Sajonia                                             | Bajo Elba  | Superior |
| I     | –     | Río Wilde Sau                    | Río Wilde Sau                    | Río Wilde Sau                    | Río Wilde Sau                    | Elba               | Klipphausen                                            | 23,4          | area         | caudal        | Sajonia                                             | Bajo Elba  | Superior |
| I     | –     | Río Triebisch                    | Río Triebisch                    | Río Triebisch                    | Río Triebisch                    | Elba               | Meißen                                                 | 37            | 179          | 1,7           | Sajonia                                             | Bajo Elba  | Superior |
| I     | –     | Río Ketzerbach                   | Río Ketzerbach                   | Río Ketzerbach                   | Río Ketzerbach                   | Elba               | Zehren                                                 | 29,5          | 169          | 0,59          | Sajonia                                             | Bajo Elba  | Superior |
| I     | –     | Río Wölkisches Wasser            | Río Wölkisches Wasser            | Río Wölkisches Wasser            | Río Wölkisches Wasser            | Elba               | lugar                                                  | 29            | area         | caudal        | Sajonia                                             | Bajo Elba  | Superior |
| I     | –     | Río Jahna                        | Río Jahna                        | Río Jahna                        | Río Jahna                        | Elba               | Riesa                                                  | 30            | 244          | 1             | Sajonia                                             | Medio      | Medio    |
| –     | –     | Río Döllnitz                     | Río Döllnitz                     | Río Döllnitz                     | Río Döllnitz                     | Elba               | Riesa                                                  | 48,8          | 217          | 0,92          | Sajonia                                             | Medio      | Medio    |
| I     | –     | Río Dahle                        | Río Dahle                        | Río Dahle                        | Río Dahle                        | Elba               | Mühlbergo/Elba                                         | 30            | 233          | caudal        | Sajonia                                             | Medio      | Medio    |
| I     | –     | Río Schwarzer Graben             | Río Schwarzer Graben             | Río Schwarzer Graben             | Río Schwarzer Graben             | Elba               | Al este de Dommitzsch                                  | 44,4          | 356          | caudal        | Sajonia                                             | Medio      | Medio    |
| –     | D     | Río Schwarze Elster              | Río Schwarze Elster              | Río Schwarze Elster              | Río Schwarze Elster              | Elba               | Al sur de Elster                                       | 181           | 5705         | 25,3          |                                                     | Medio      | Medio    |
| –     | D     | Río Rossel (Elba)                | Río Rossel (Elba)                | Río Rossel (Elba)                | Río Rossel (Elba)                | Elba               | Roßlau                                                 | 25            | 194          | 0,7           |                                                     | Medio      | Medio    |
| I     | –     | Río Mulde                        | Río Mulde                        | Río Mulde                        | Río Mulde                        | Elba               | Al norte de Dessau                                     | 147           | 7400         | 70,2          | Sajonia-Anhalt                                      | Medio      | Medio    |
| I     | –     | Río Saale                        | Río Saale                        | Río Saale                        | Río Saale                        | Elba               | Al este de Barby                                       | 413           | 24 167       | 117           | Sajonia-Anhalt                                      | Medio      | Medio    |
| –     | D     | Río Nuthe                        | Río Nuthe                        | Río Nuthe                        | Río Nuthe                        | Elba               | Al norte de Barby                                      | 39            | 566          | 1,7           | Sajonia-Anhalt                                      | Medio      | Medio    |
| –     | D     | Río Ehle                         | Río Ehle                         | Río Ehle                         | Río Ehle                         | Elba               | Lostau                                                 | 40            | 510          | 1,9           | Sajonia-Anhalt                                      | Medio      | Medio    |
| I     | –     | Río Ohre                         | Río Ohre                         | Río Ohre                         | Río Ohre                         | Elba               | bei Rogätz                                             | 103           | 1747         | 4,9           | Sajonia-Anhalt                                      | Medio      | Medio    |
| I     | –     | Río Tánger                       | Río Tánger                       | Río Tánger                       | Río Tánger                       | Elba               | Tangermünde                                            | 32            | 480          | caudal        | Sajonia-Anhalt                                      | Medio      | Medio    |
| –     | D     | Río Havel                        | Río Havel                        | Río Havel                        | Río Havel                        | Elba               | Rühstädt-Gnevsdorf                                     | 413           | 24 297       | 103           | Brandeburgo                                         | Medio      | Medio    |
| –     | D     | Río Stepenitz                    | Río Stepenitz                    | Río Stepenitz                    | Río Stepenitz                    | Elba               | Wittenberge                                            | 86,4          | 867          | 5             |                                                     | Medio      | Medio    |
| I     | –     | Río Milde-Biese-Aland            | Río Milde-Biese-Aland            | Río Milde-Biese-Aland            | Río Milde-Biese-Aland            | Elba               | Schnackenburg                                          | 97            | 1885         | 7,3           |                                                     | Medio      | Medio    |
| I     | –     | Río Elde                         | Río Elde                         | Río Elde                         | Río Elde                         | Elba               | Dömitz                                                 | 208           | 3462         | 11            |                                                     | Medio      | Medio    |
| –     | D     | Río Löcknitz                     | Río Löcknitz                     | Río Löcknitz                     | Río Löcknitz                     | Elba               | Al sur de Amt Neuhaus-Wehningen                        | 66            | 937          | 4,6           |                                                     | Medio      | Medio    |
| I     | –     | Río Jeetzel                      | Río Jeetzel                      | Río Jeetzel                      | Río Jeetzel                      | Elba               | Hitzacker (Elba)                                       | 73            | 1928         | 9,1           |                                                     | Medio      | Medio    |
| –     | D     | Río Sude                         | Río Sude                         | Río Sude                         | Río Sude                         | Elba               | Al sur de Boizenburgo/Elba                             | 85            | 2507         | 14            |                                                     | Medio      | Medio    |
| –     | D     | Canal Elba-Lübeck                | Canal Elba-Lübeck                | Canal Elba-Lübeck                | Canal Elba-Lübeck                | Elba               | Lauenburgo/Elba                                        | 61,55         | 352          | 1,8           |                                                     | Medio      | Medio    |
| I     | –     | Canal Elbe-Seiten                | Canal Elbe-Seiten                | Canal Elbe-Seiten                | Canal Elbe-Seiten                | Elba               | Artlenburg                                             | 115           | 36           | 0,1           |                                                     | Medio      | Medio    |
| I     | –     | Río Ilmenau                      | Río Ilmenau                      | Río Ilmenau                      | Río Ilmenau                      | Elba               | Stöckte                                                | 107           | 2852         | 18            |                                                     | Medio      | Medio    |
| I     | –     | Río Seeve                        | Río Seeve                        | Río Seeve                        | Río Seeve                        | Elba               | Stelle-Wuhlenburg                                      | 49            | 471          | 5,1           |                                                     | Medio      | Medio    |
| –     | D     | Río Bille                        | Río Bille                        | Río Bille                        | Río Bille                        | Elba               | Hamburgo                                               | 65            | 506,4        | 3,99          |                                                     | Inferior   | Inferior |
| –     | D     | Río Alster                       | Río Alster                       | Río Alster                       | Río Alster                       | Elba               | Hamburgo                                               | 56            | 581          | 6,5           |                                                     | Inferior   | Inferior |
| I     | –     | Río Este                         | Río Este                         | Río Este                         | Río Este                         | Elba               | Hamburgo-Cranz                                         | 44,7          | 216          | 2,5           |                                                     | Inferior   | Inferior |
| –     | D     | Río Lühe                         | Río Lühe                         | Río Lühe                         | Río Lühe                         | Elba               | Al este de Grünendeich                                 | 38,7          | 217          | 2             |                                                     | Inferior   | Inferior |
| I     | –     | Río Schwinge                     | Río Schwinge                     | Río Schwinge                     | Río Schwinge                     | Elba               | lugar                                                  | 35            | 216          | 2,5           |                                                     | Inferior   | Inferior |
| –     | D     | Río Pinnau                       | Río Pinnau                       | Río Pinnau                       | Río Pinnau                       | Elba               | Haselau                                                | 40            | 368          | 4             |                                                     | Inferior   | Inferior |
| –     | D     | Río Krückau                      | Río Krückau                      | Río Krückau                      | Río Krückau                      | Elba               | Seestermühe                                            | 40            | 276          | 2,5           |                                                     | Inferior   | Inferior |
| –     | D     | Río Stör                         | Río Stör                         | Río Stör                         | Río Stör                         | Elba               | Borsfleth                                              | 87            | 1781         | 20            |                                                     | Inferior   | Inferior |
| –     | –     | Canal Nord-Ostsee                | Canal Nord-Ostsee                | Canal Nord-Ostsee                | Canal Nord-Ostsee                | Elba               | Brunsbüttel                                            | 98,26         | 1534         | 17            |                                                     | Inferior   | Inferior |
| I     | –     | Río Oste                         | Río Oste                         | Río Oste                         | Río Oste                         | Elba               | Al norte de Neuhaus (Oste)                             | 153           | 1711         | 17,7          |                                                     | Inferior   | Inferior |
| I     | –     | Canal Hadelner                   | Canal Hadelner                   | Canal Hadelner                   | Canal Hadelner                   | Elba               | Al norte de Otterndorf                                 | 34,3          | 301,54       | caudal        |                                                     | Inferior   | Inferior |
| I     | –     | Canal Altenbrucher               | Canal Altenbrucher               | Canal Altenbrucher               | Canal Altenbrucher               | Elba               | lugar                                                  | lon           | area         | caudal        |                                                     | Inferior   | Inferior |